# Stachelburg (Adelsgeschlecht)

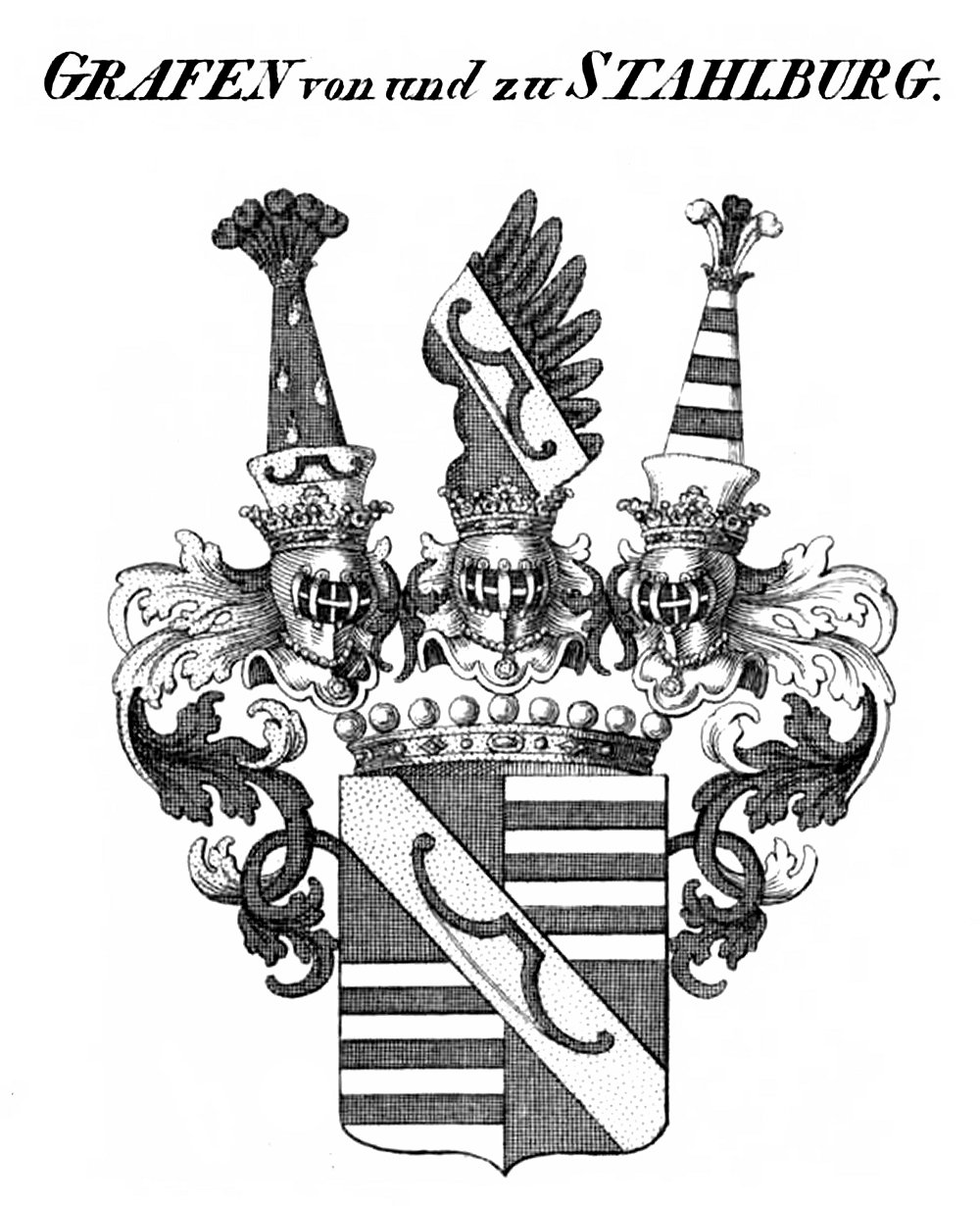
Wappen der Grafen von Stahlburg

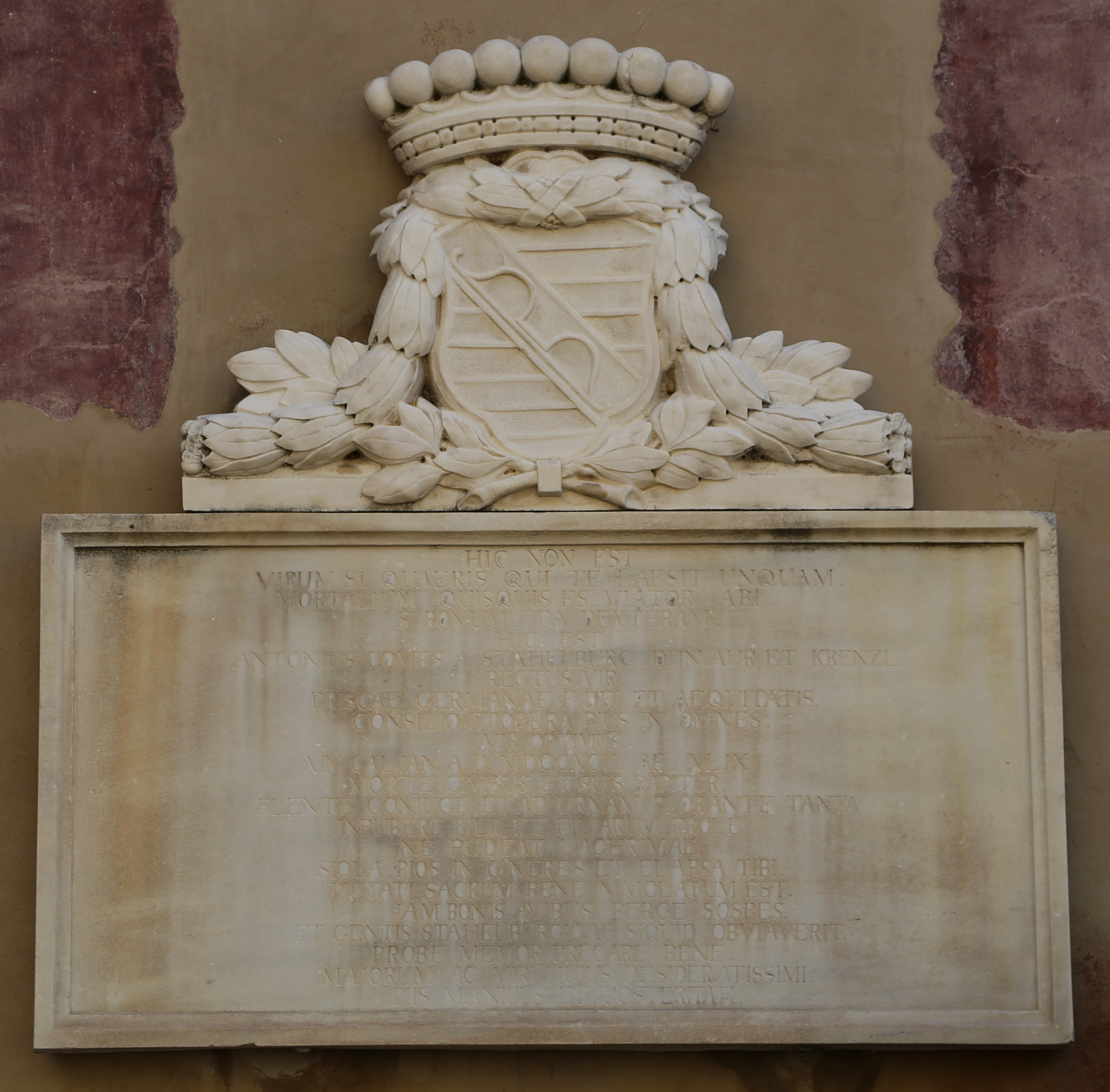
Epitaph für Anton von Stachelburg

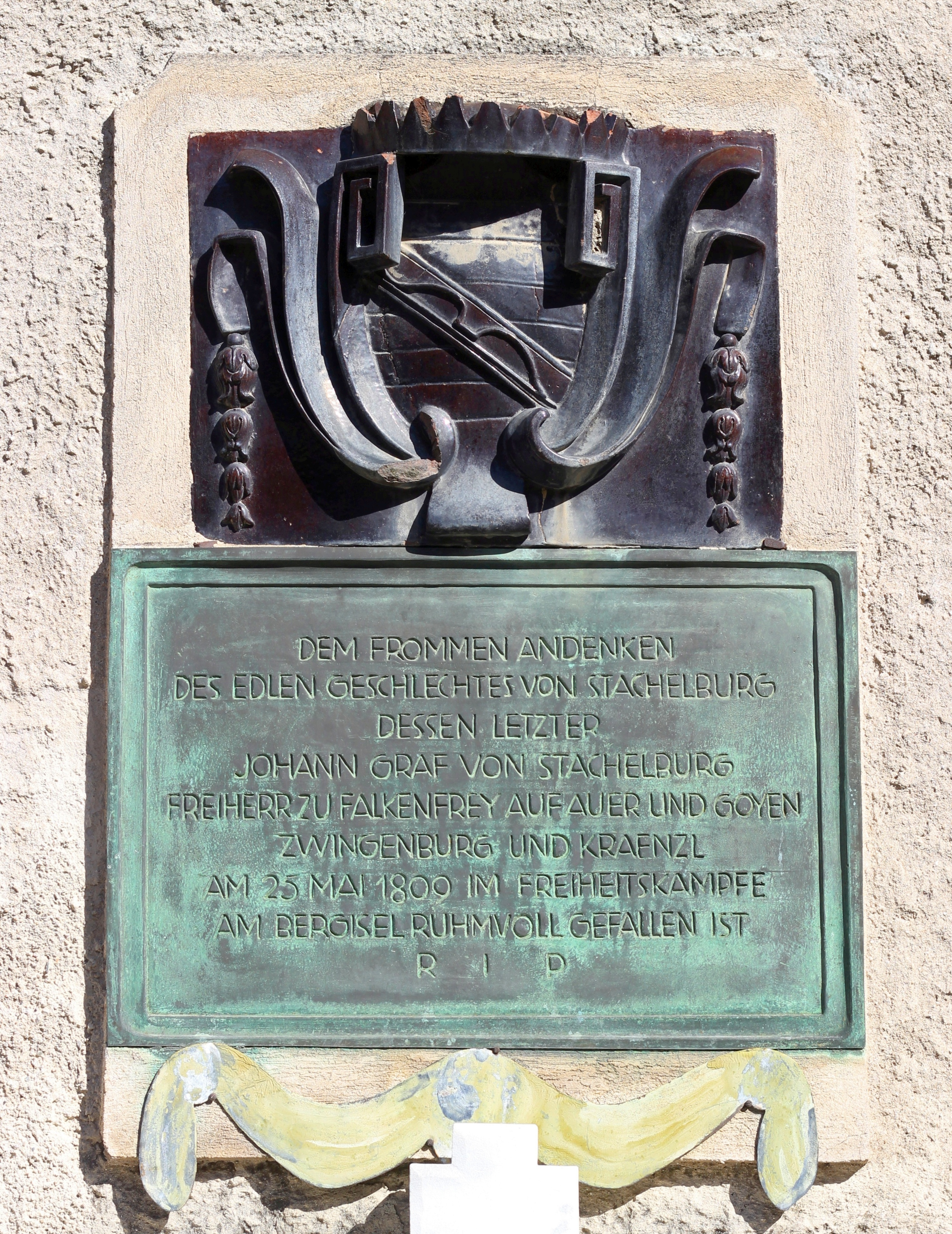
Gedenktafel für Johann von Stachlburg in Partschins

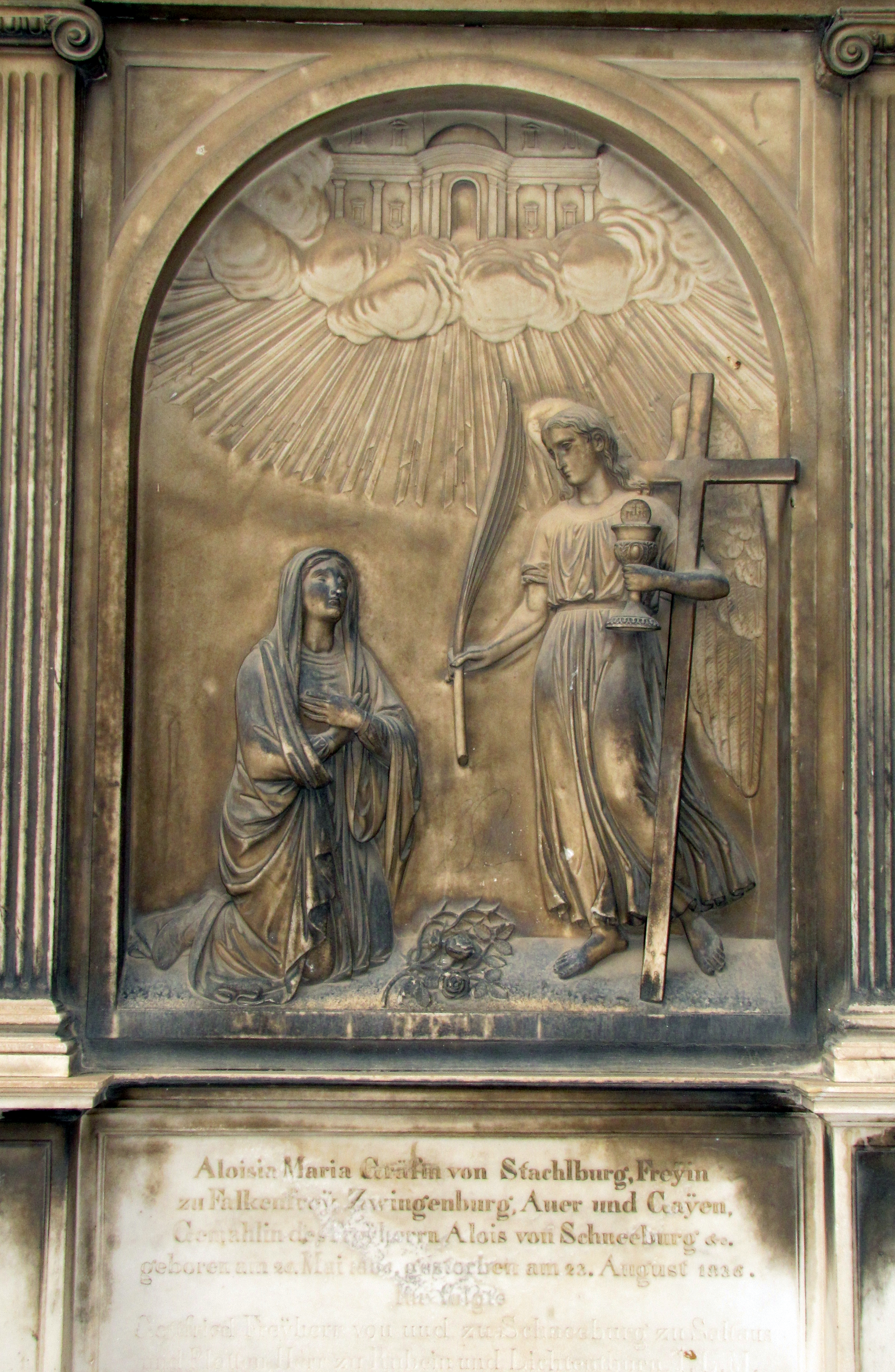
Epitaph für die Eheleute Schneeburg-Stachelburg

Stachelburg, auch Stahlburg, war der Name eines bedeutenden Adelsgeschlechts aus dem südlichen Tirol, das 1678 in den Freiherrenstand und 1698 in den Grafenstand erhoben wurde. Die Familie ist 1809 im Mannesstamm erloschen. 

## Geschichte
Das Geschlecht soll älterer Literatur zu Folge auf einem Seitenzweig der Edlen von Tarant zurückgehen. Ein Zusammenhang zwischen den bis in das 14. Jahrhundert erscheinenden Ministerialen von Partschins, Erbauer der Burg Tarantsberg und den Stachelburg ist nicht belegt. Der Historiker Josef Tarneller bezweifelte auch die Existenz eines Ahnenherren Ulrich von Stachelburg († 1428) Inhaber der sogenannten „Tarantshube“, an Stelle eines früheren Schloss Partschins. Der Hofname "Stahlburg" leitete sich bei Erdarbeiten aufgefundenen Stahlwerkzeugen ab, woraus später der Name Stachelburg entstand.
Die gesicherte Stammreihe beginnt mit dem geadelten Pfleger von Schloss Vorst Georg Stachl der um 1540 einen Wohnturm in Partschins besaß, den zuvor seinem Schwager dem Hauptmann Hans Luß gehörte. Möglicherweise stammte er aus Latsch und war freier bäuerlicher Herkunft. Den prädikatgebenden Ansitz wurde erstmals 1576 als "Stachlburg" erwähnt. Auf Bitten der Brüder Ernst, Leopold, Dietrich und Christoph Karl erhob der Tiroler Landesfürst Erzherzog Ferdinand II. um 1576 den Ansitz zu einem Edelsitz. Darüber hinaus erhielten sie die Erlaubnis den Namen Stachelburg als adligen Beinamen führen zu dürfen.
Die Familie teilte sich im 16. Jahrhundert in die Linien Hauzenheim in Volders und Stachelburg in Partschins. Mehrere Mitglieder traten in österreichische Staats- und Kriegsdienste. Ernst von Stachelburg bekleidete in Innsbruck das Amt eines Hofkammerrats. Sebastian von Stachelburg kämpfte als Soldat gegen die Franzosen und Türken sowie an der Seite der Schmalkaldischen Bundestruppen. Hans von Stachelburg fungierte in Innsbruck als Regierungsrat und oberster Feld- und Hauszeugmeister. Der um 1600 lebende Sebastian von Stachelburg war Mitglied des Tiroler Landtages. Als eines der reichsten Grundeigentümer erwarb er nach dem Aussterben der Botsch die erledigten Lehen Auer auf Tirol, Goyen auf Schenna, Zwingenburg auf Tisens sowie Güter in der Gaul bei Nals. 1650 erteilte Erzherzog Ferdinand Karl der Familie die Freiherrenwürde. Unter Erzherzog Sigismund Franz wurden Angehörige zu Truchsessen und Kämmerer erhoben.
Ende des 17. Jahrhunderts lebte an der Etsch der Sohn von Sebastian, Franz Ehrenreich von Stachelburg, sein Vetter Georg Friedrich von Stachelburg und in Hauzenheim Johann Friedrich sowie dessen Sohn der Innsbrucker Hofkammerrat Johann Ferdinand von Stachelburg, die 1698 Kaiser Leopold I. in den erblichen Grafenstand mit der Anrede „Hoch- und Wohlgeboren“ erhob. Während die Linie der Grafen von Stachelburg zu Hauzenheim frühzeitig erlosch, blühte der Patschirnser Zweig bis 1809. 1706 kam die verbleibende Linie in Besitz des Ansitzes Kallmünz bei Meran, welcher bis zum Aussterben Hauptwohnsitz blieb. Das Geschlecht ist mit dem Schützenhauptmann Johann von Stachelburg, der am 25. Mai 1809 in den Tiroler Freiheitskriegen in der zweiten Bergiselschlacht fiel, im Mannesstamm erloschen. Durch seine einzige überlebende Tochter Antonia, verheiratet mit Alois Freiherrn von Schneeburg, fiel der Güterbesitz an die Freiherren von Schneeburg.

## Besitzungen
- Stachlburg in Partschins (1547–?)
- Hauzenheim-Stachelburg in Volders (1603–?)
- Kränzlhof in Tscherms (1647–1809)
- Auer in Dorf Tirol (17. Jahrhundert–?)
- Kasatsch-Pfeffersburg in Prissian (17. Jahrhundert–?)
- Schönhaus-Stachelburg in Nals (17. Jahrhundert–?)
- Goyen in Schenna (17. Jahrhundert–?)
- Zwingenburg in Tisens (17. Jahrhundert–?)
- Kallmünz in Meran (1706–1809)

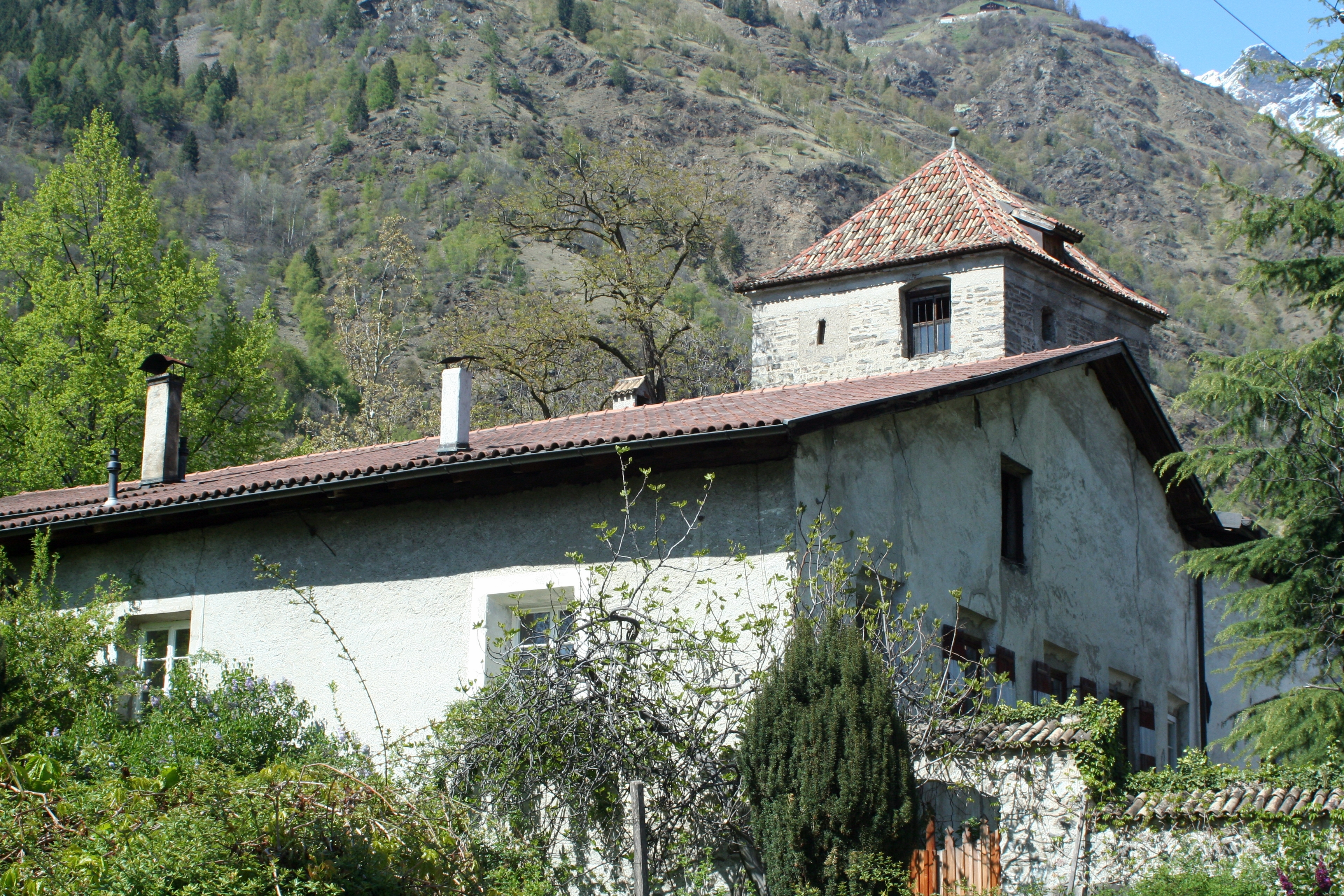
Stachlburg
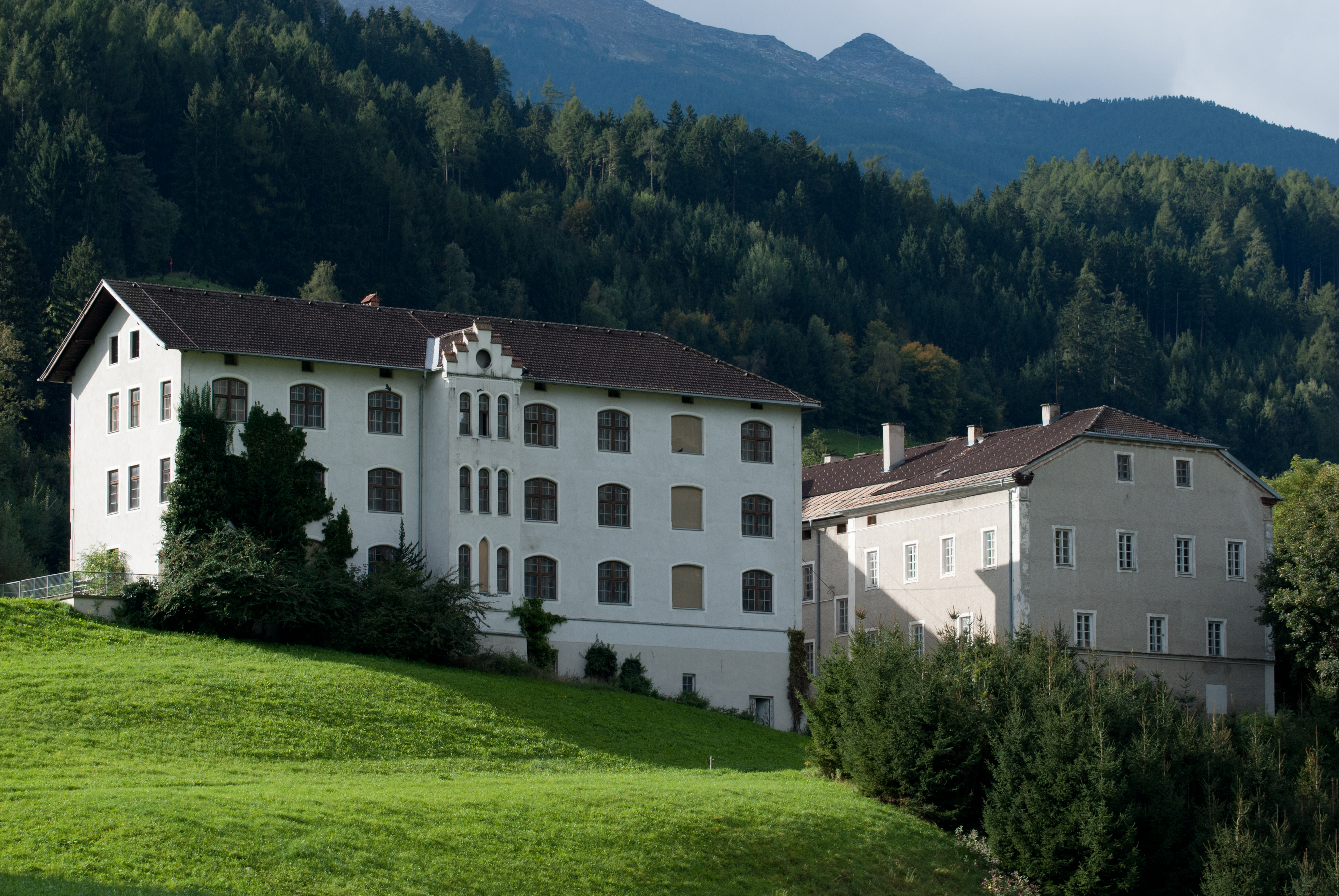
Ansitz Hauzenheim
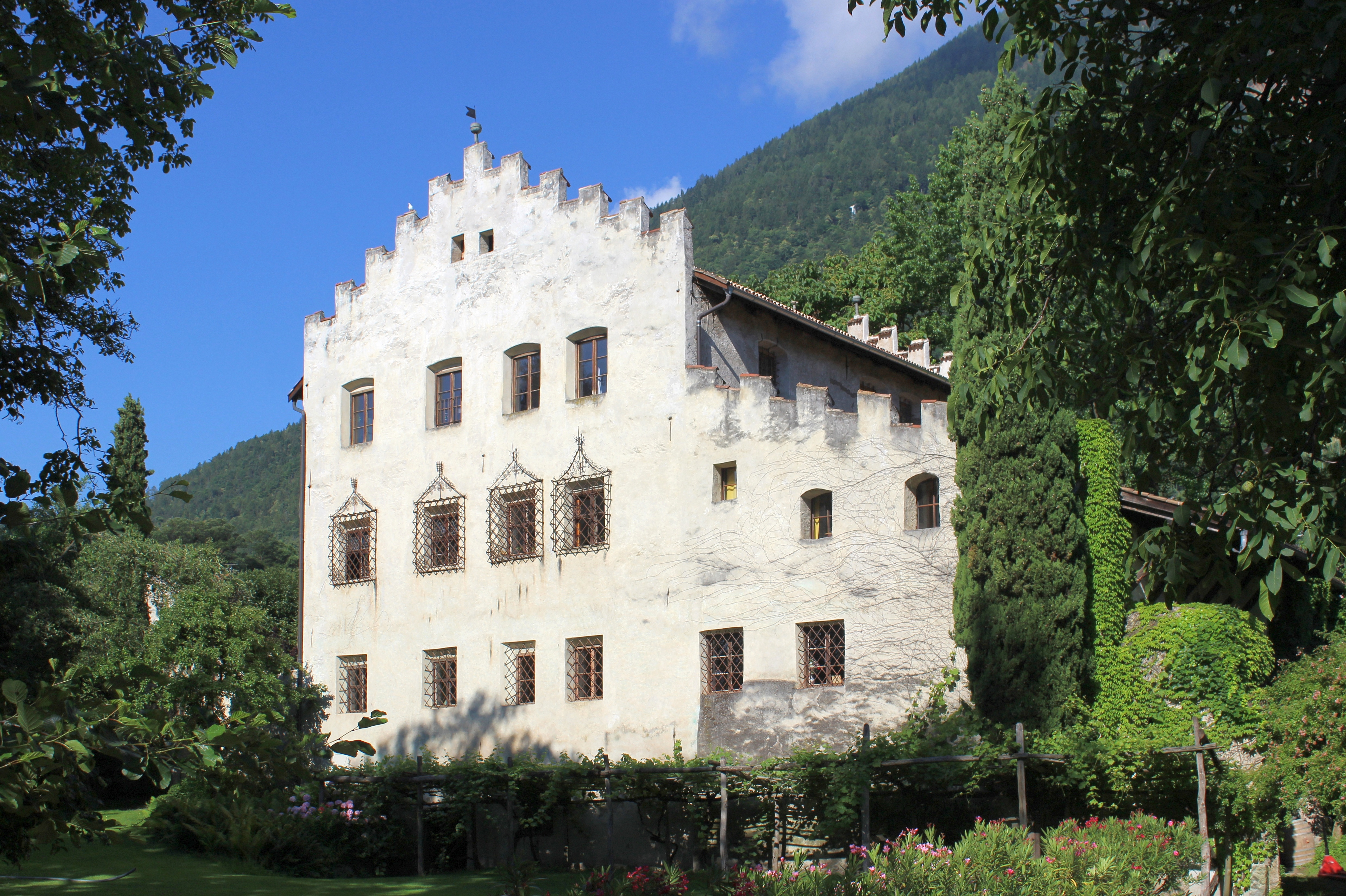
Ansitz Kränzl
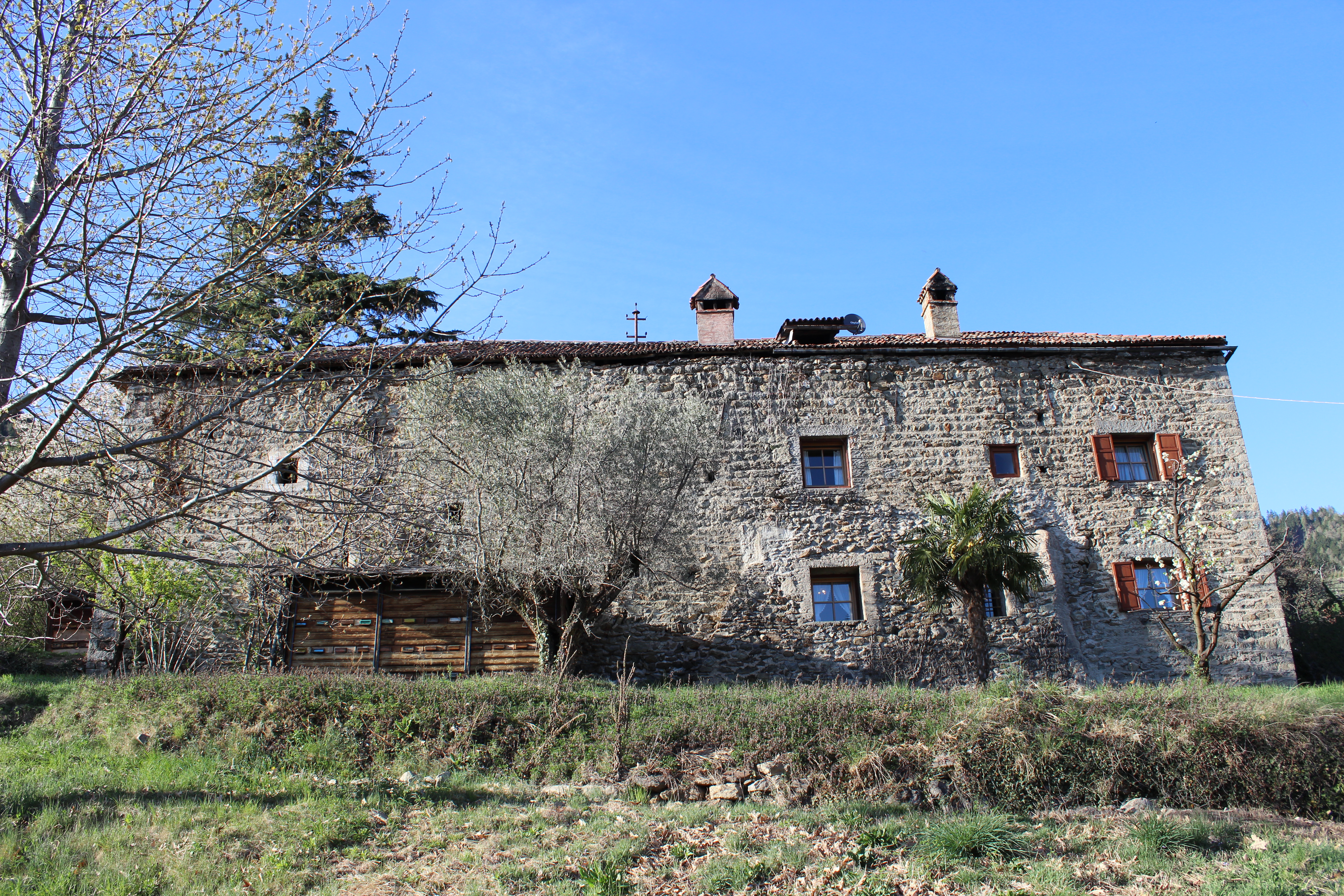
Burg Auer
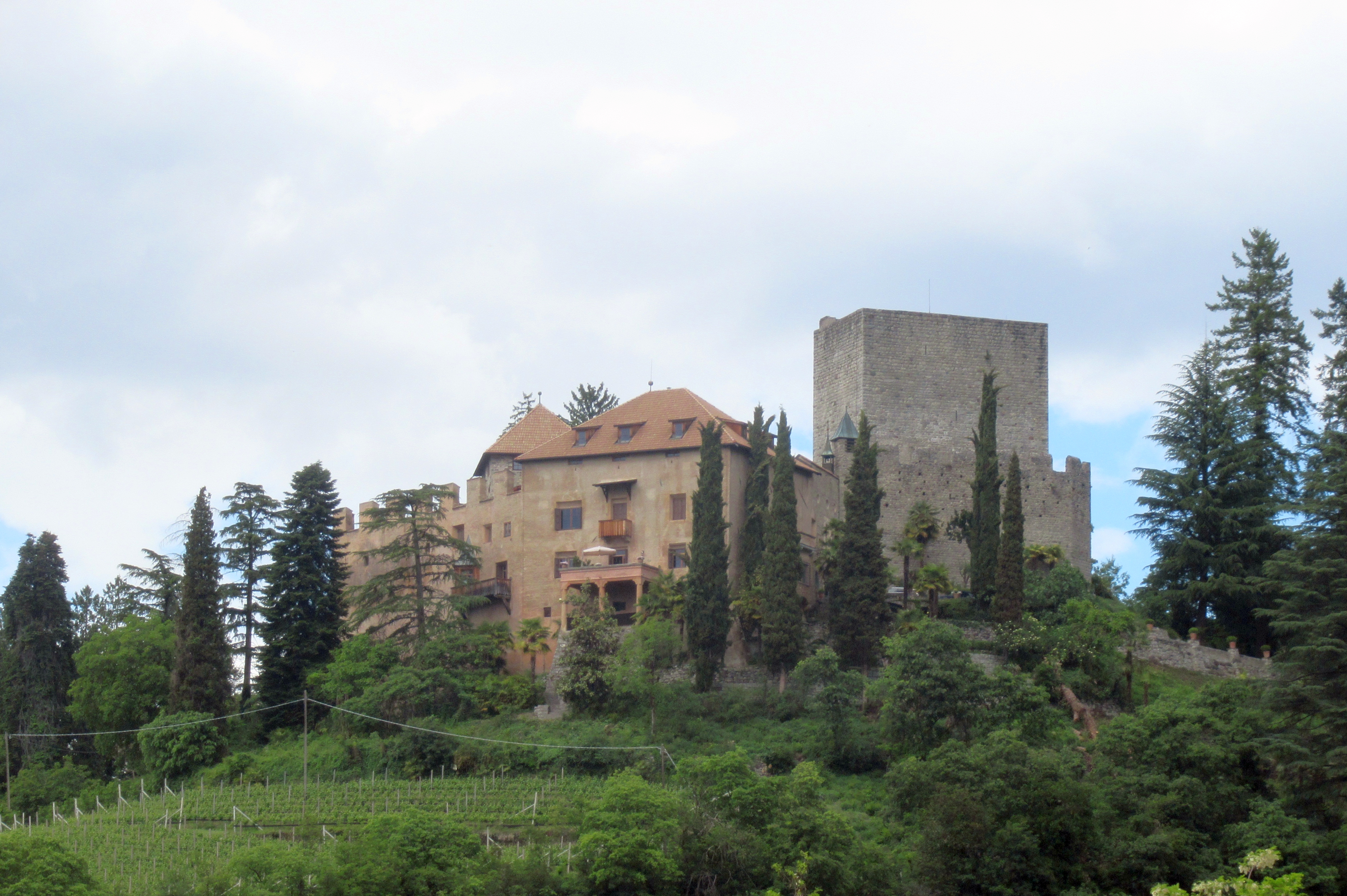
Burg Goyen
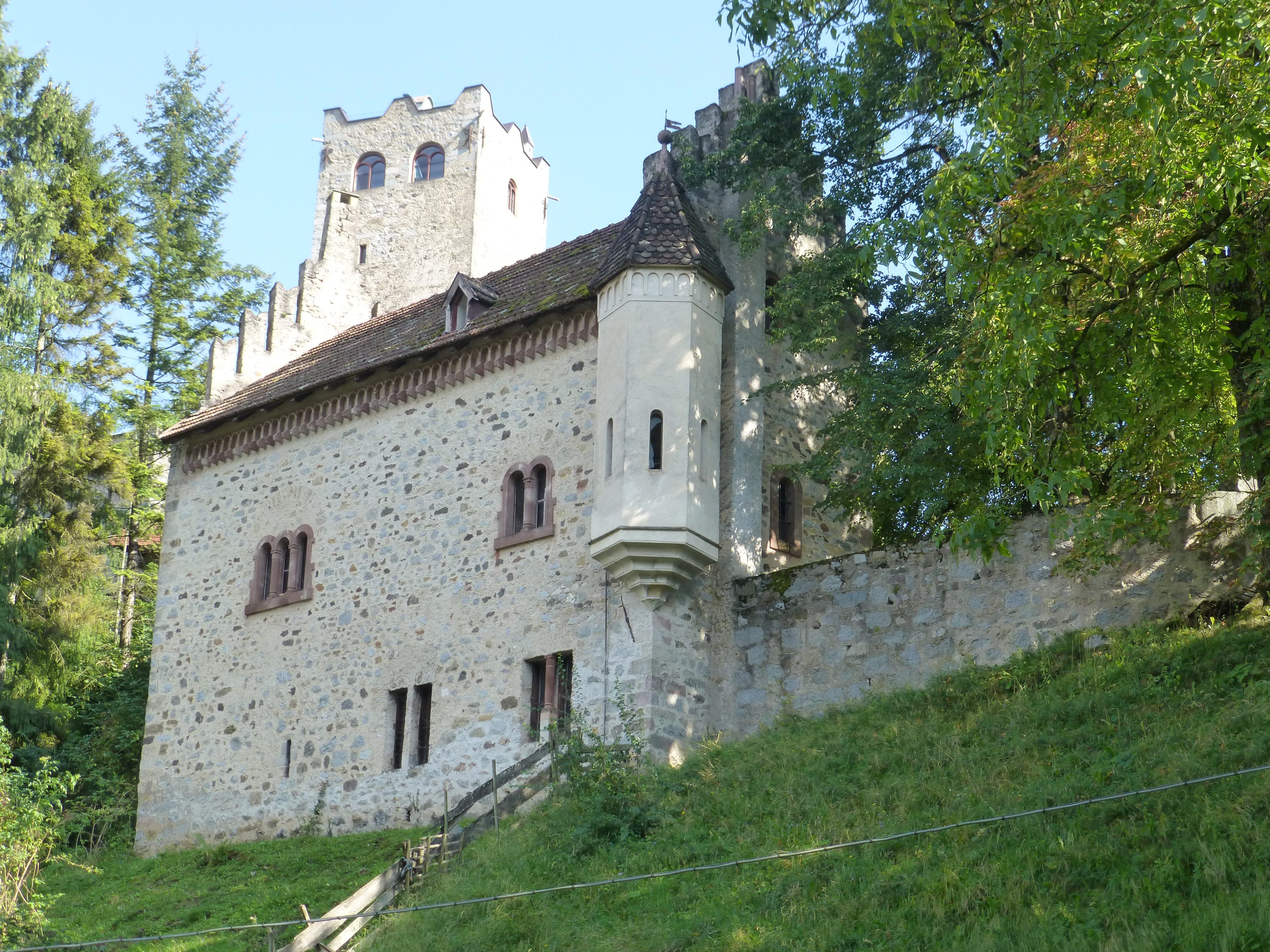
Zwingenburg
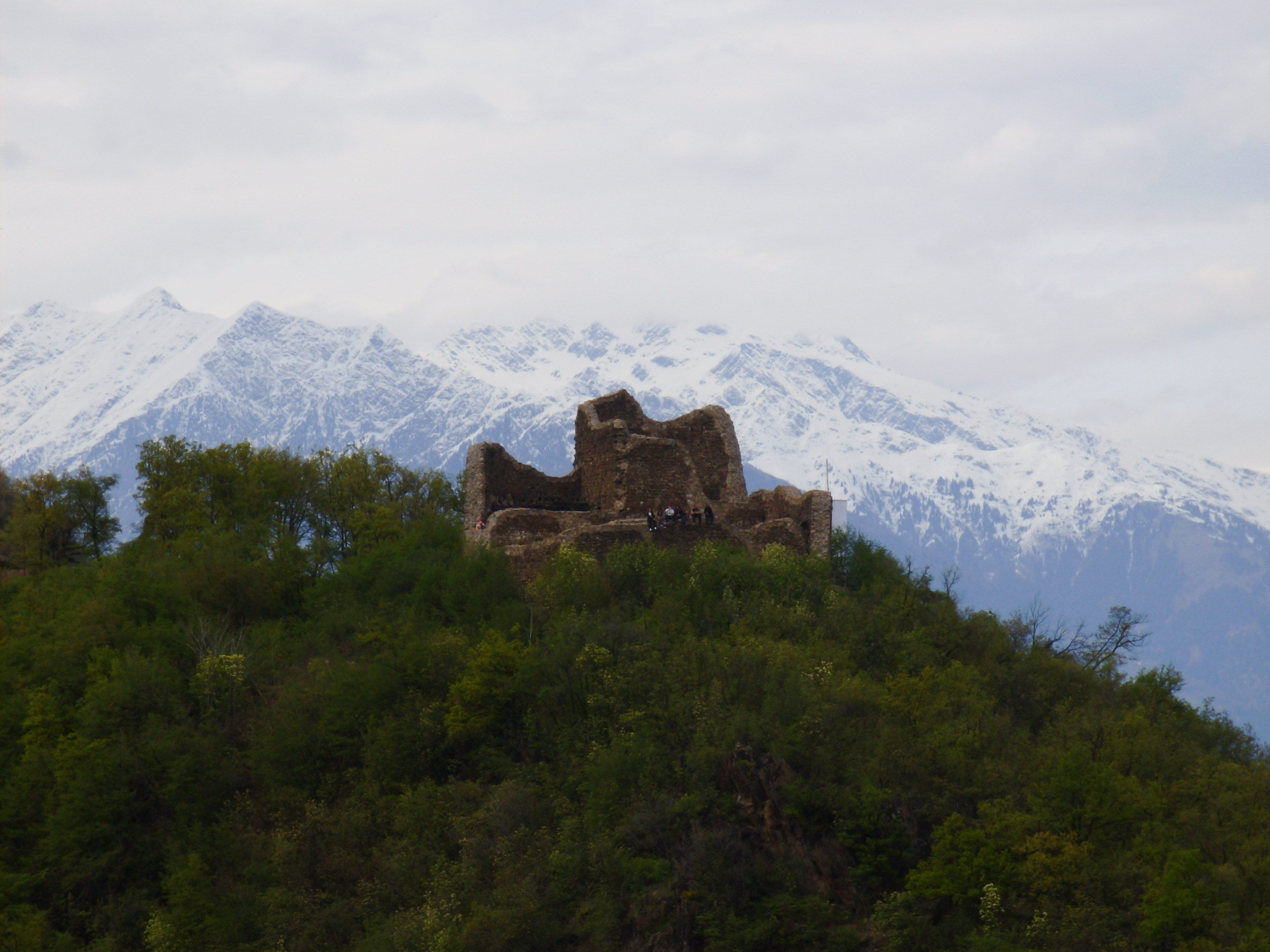
Pfeffersburg
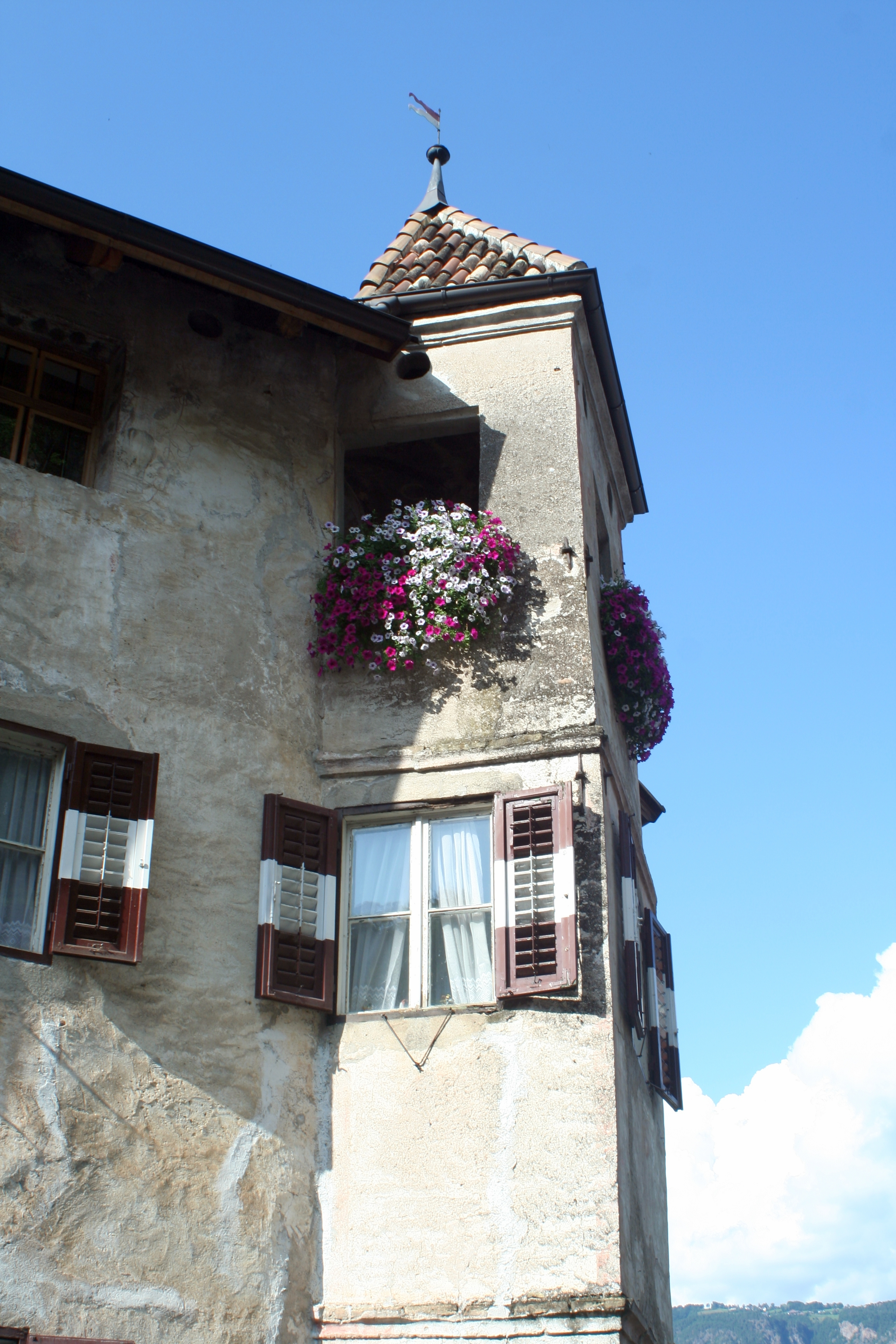
Ansitz Schönhaus
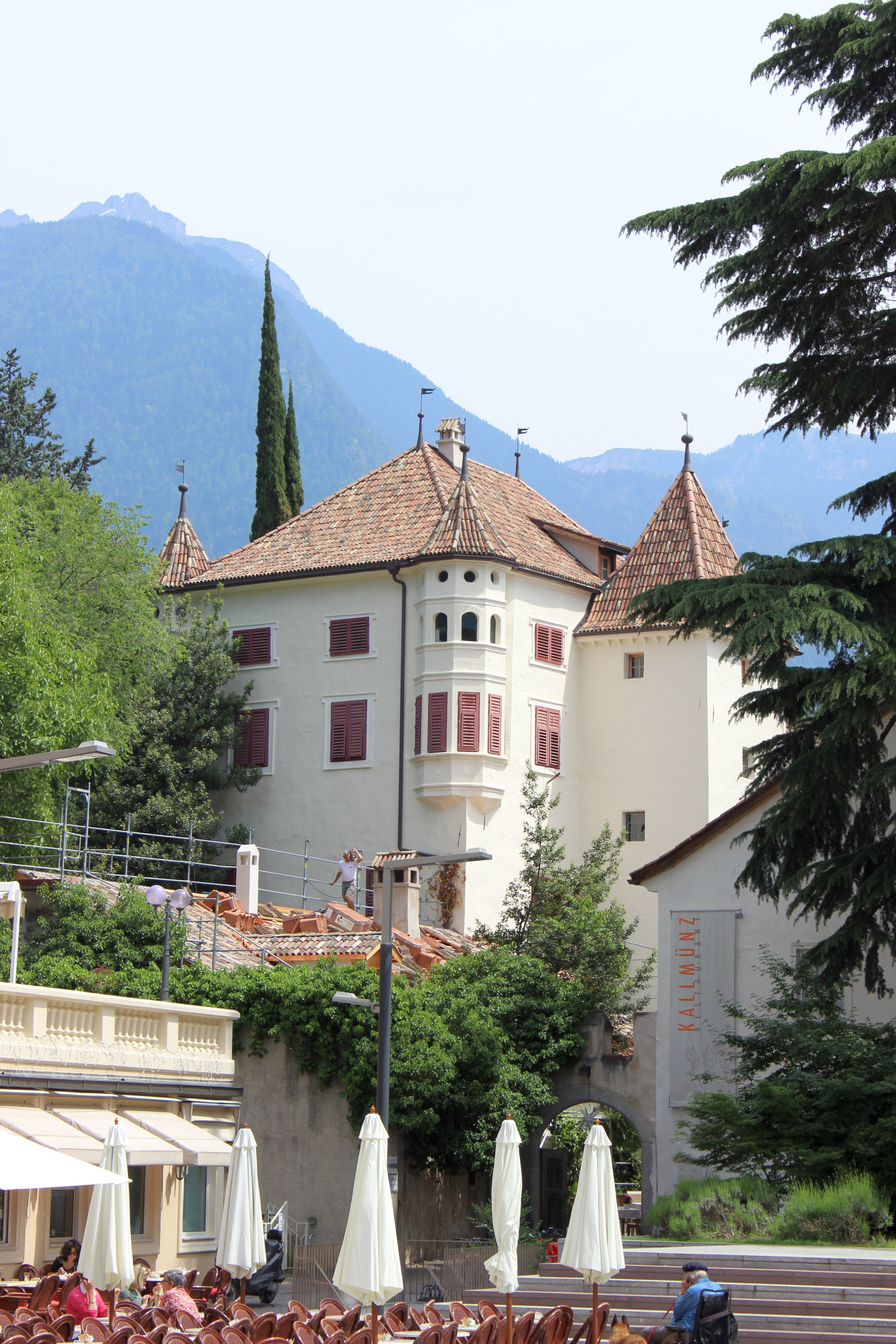
Schloss Kallmünz

## Wappen
- Stammwappen: "In Schwarz und Gold ein großer Schrägbalken, belegt mit einem Armbrustbogen mit Sehne. Auf dem Helm ein Flug in Farben und Figuren des Schildes."
- Freiherrliche Wappen: "Das Stammwappen mit zwei Helmen, 1. ein hoher Hermelin-Hut oben mit drei Feldern, 2. das Kleinod des Stammwappens."
- Gräfliches Wappen: "Schild geviert in Schwarz und Silber 2. und 3. drei Balken, das ganze Schild mit dem Schrägbalken des Stammwappens belegt."[4]

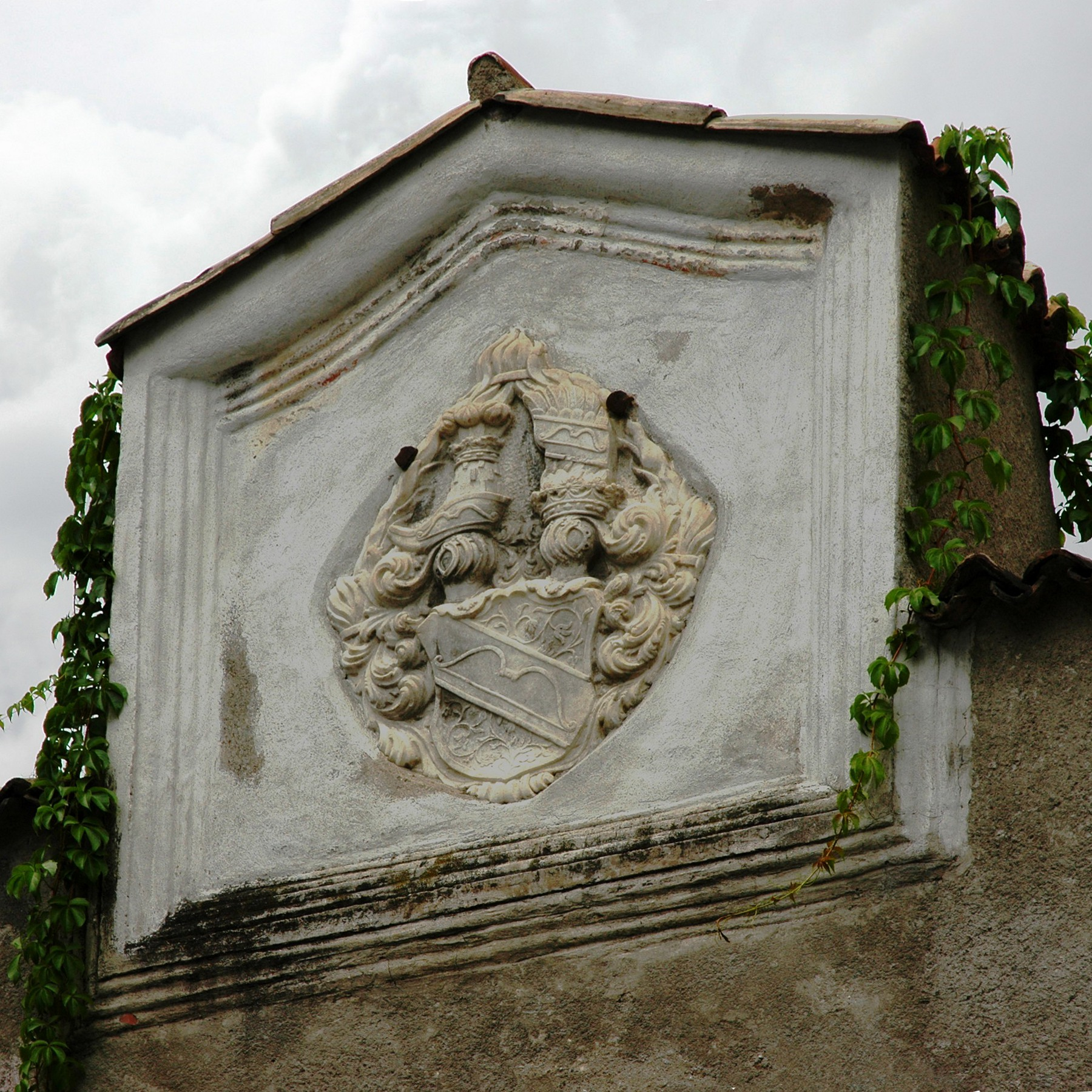
Wappen der Stachelburg
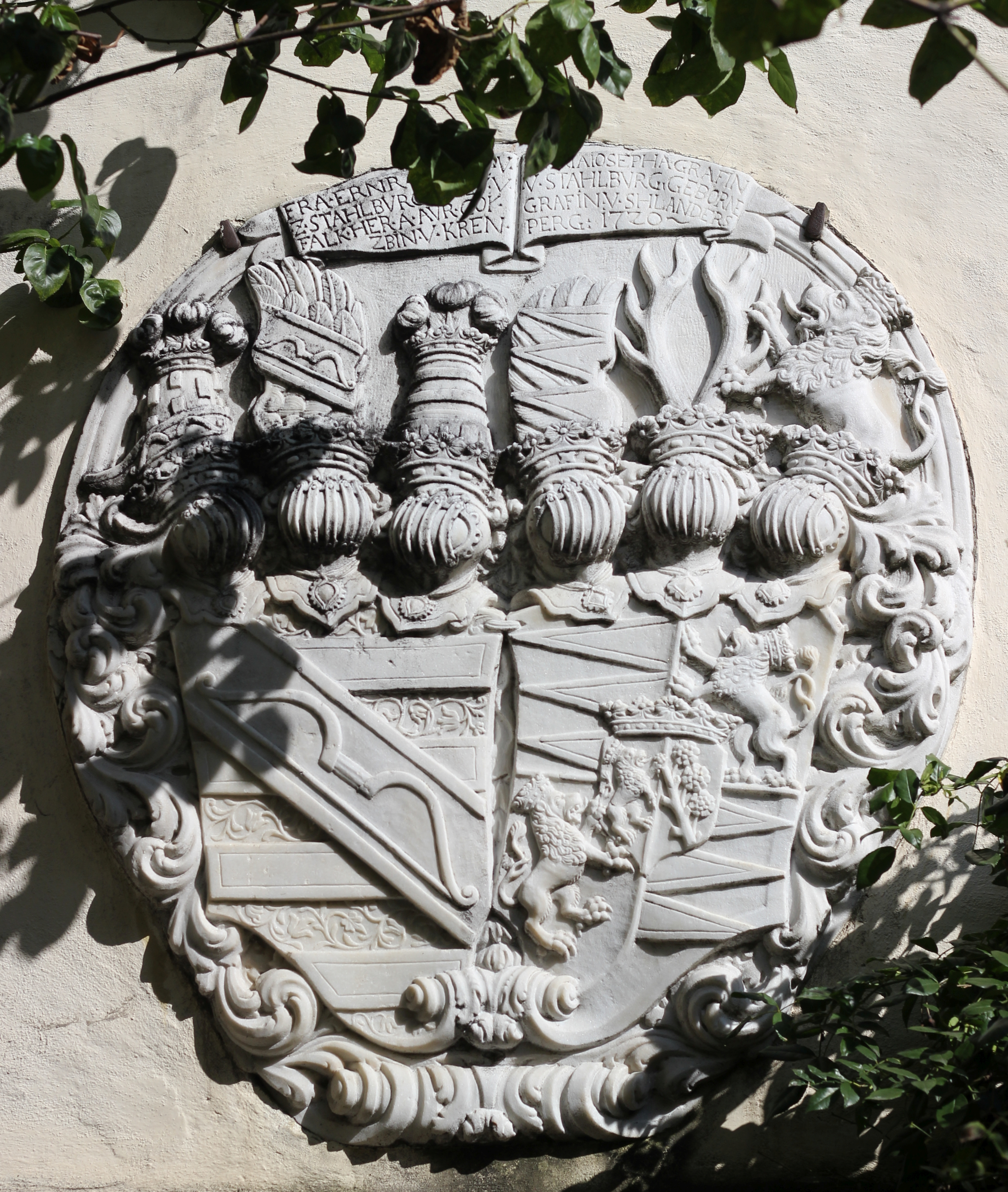
Allianzwappen von 1720
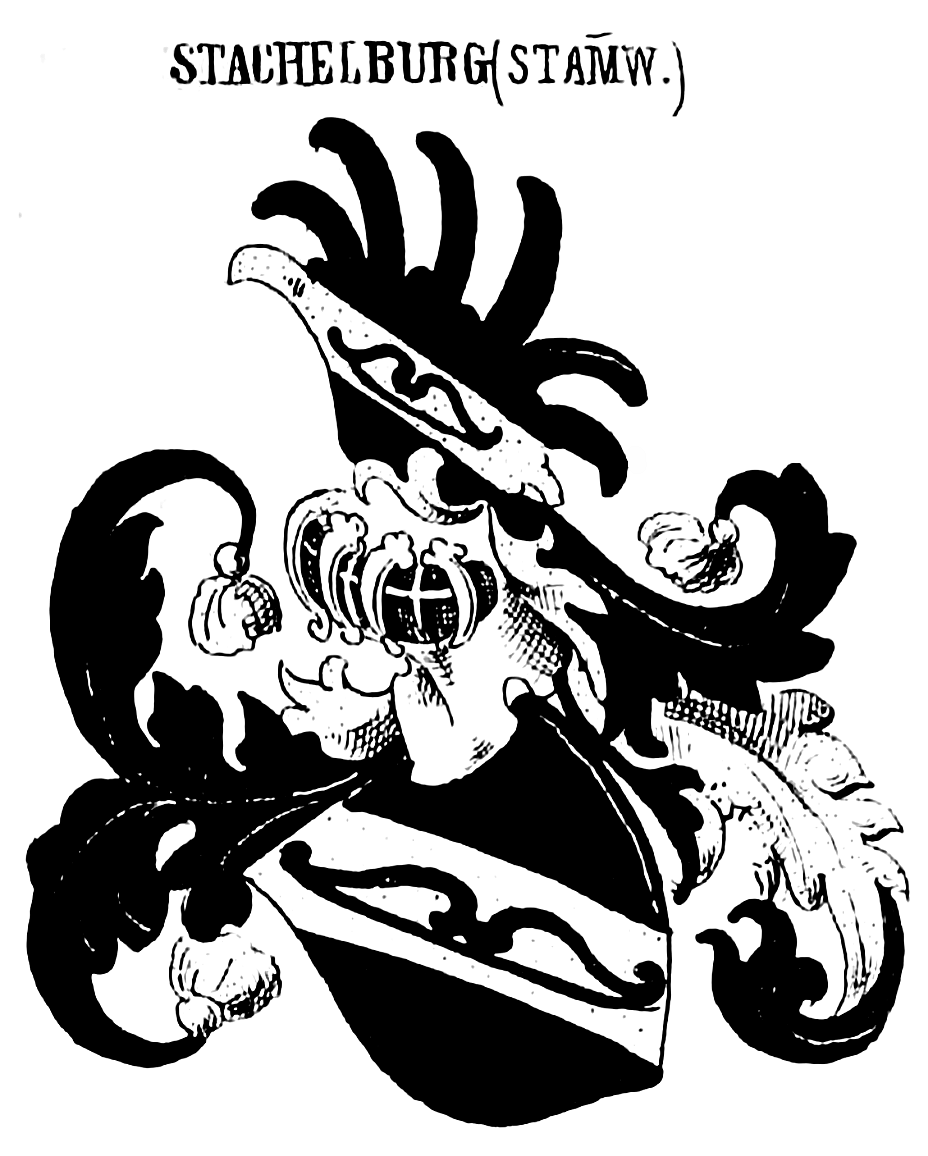
Stammwappen in Siebmachers Wappenbuch Tirol
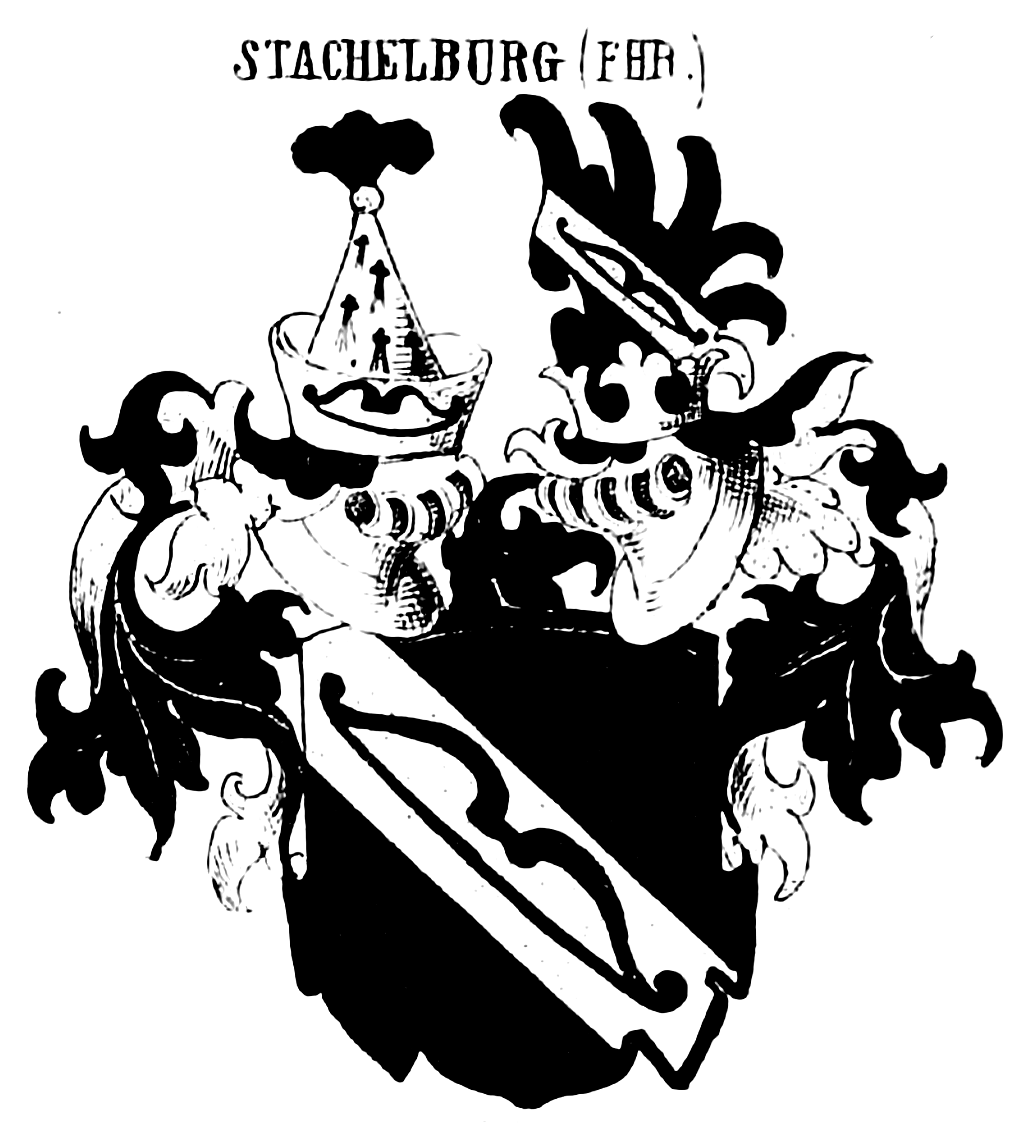
Freiherrnwappen in Siebmachers Wappenbuch Tirol
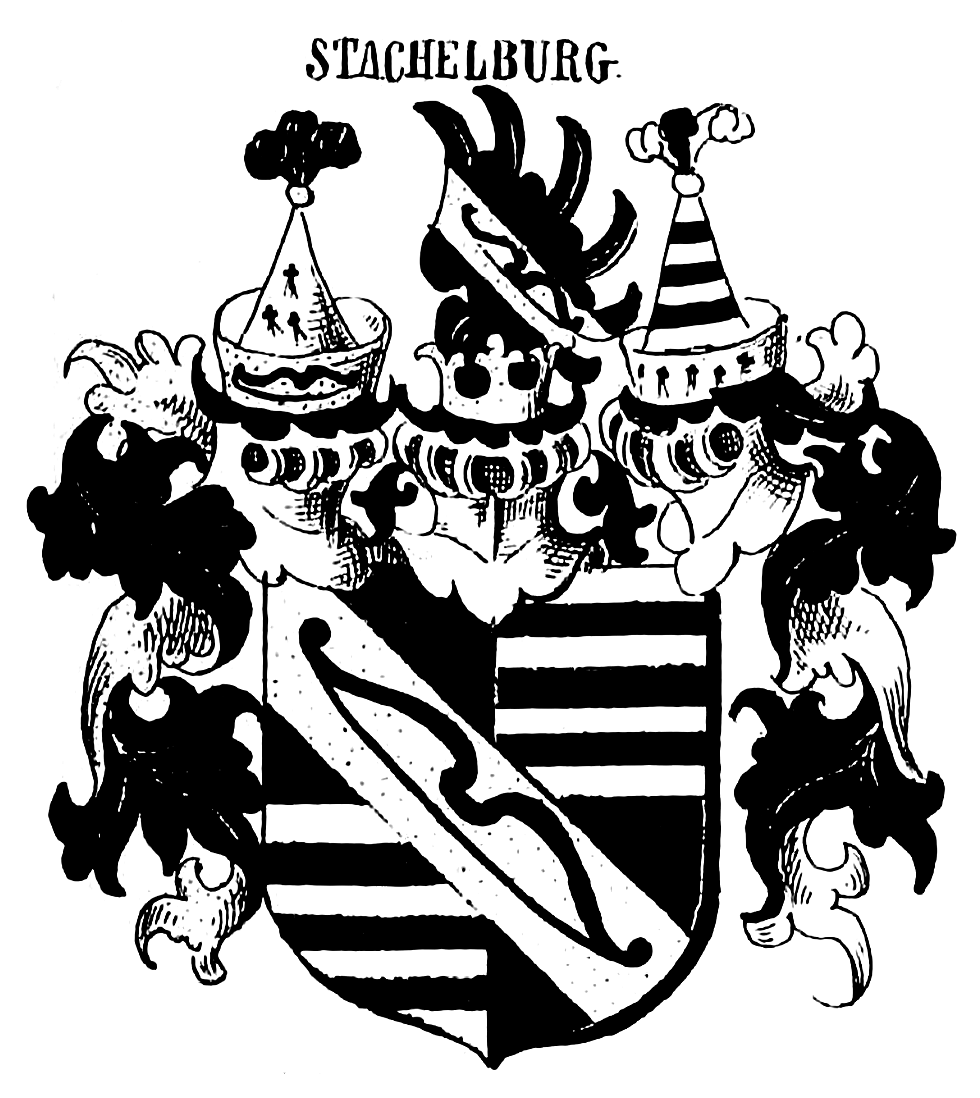
Grafenwappen in Siebmachers Wappenbuch Tirol
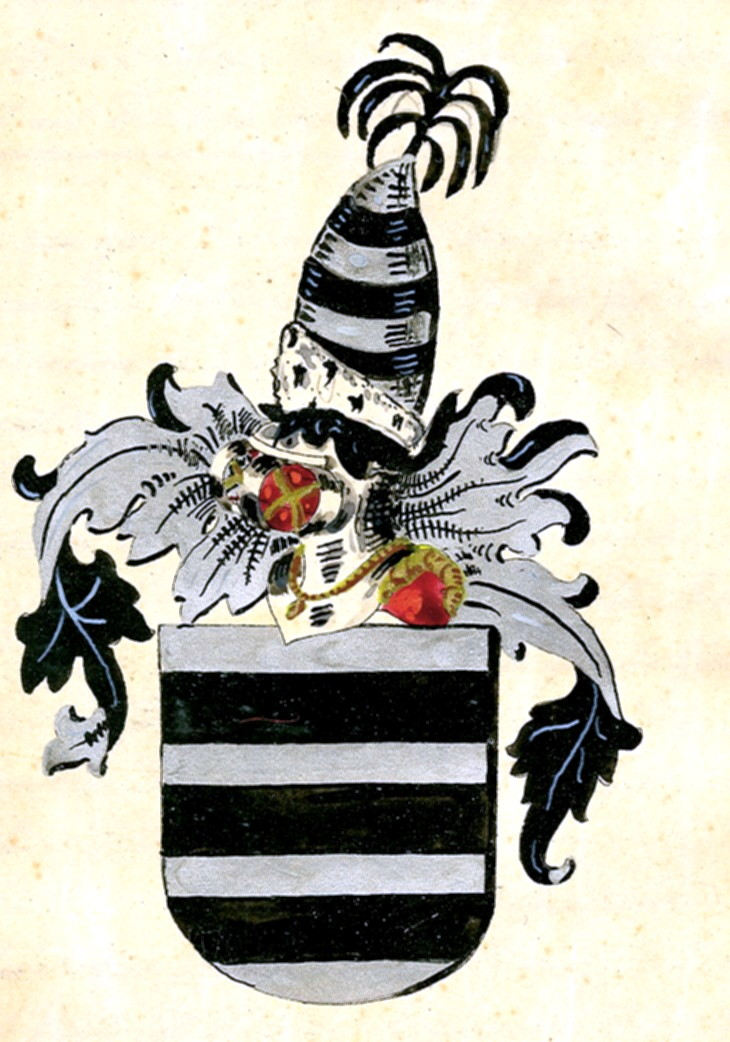
Wappen der Botsch